# II. třída okresu Rychnov nad Kněžnou 2004/2005
V utkáních II. třída okresu Rychnov nad Kněžnou 2004/2005, jedné ze skupin 8. nejvyšší fotbalové soutěže v Česku, se utkalo 14 týmů dvoukolovým systémem podzim – jaro. Tento ročník začal v srpnu 2004 a skončil v červnu 2005.
Do I. B třídy Královéhradeckého kraje 2005/2006 postoupil třetí tým tabulky TJ Baník Vamberk. Sestoupily poslední dva týmy TJ Sokol Javornice a TJ Sokol Slatina nad Zdobnicí,

## Konečná tabulka II. třídy okresu Rychnov nad Kněžnou 2004/2005
| Poř. | Tým                                    | Z  | V  | R | P  | VG | OG | B  |
| ---- | -------------------------------------- | -- | -- | - | -- | -- | -- | -- |
| 1.   | TJ Sokol Zdelov (N)                    | 26 | 16 | 5 | 5  | 54 | 23 | 53 |
| 2.   | SK Přepychy „B“                        | 26 | 14 | 8 | 4  | 57 | 38 | 50 |
| 3.   | TJ Baník Vamberk                       | 26 | 14 | 9 | 3  | 50 | 31 | 48 |
| 4.   | AFK Častolovice                        | 26 | 14 | 5 | 7  | 66 | 38 | 47 |
| 5.   | TJ Lokomotiva Borohrádek               | 26 | 14 | 5 | 7  | 57 | 41 | 45 |
| 6.   | TJ Sokol Žďár nad Orlicí               | 26 | 13 | 6 | 7  | 40 | 39 | 43 |
| 7.   | FC Spartak Rychnov nad Kněžnou „B“ (S) | 26 | 11 | 7 | 8  | 51 | 40 | 40 |
| 8.   | SK Albrechtice nad Orlicí              | 26 | 9  | 8 | 9  | 43 | 40 | 35 |
| 9.   | 1. FC Rokytnice v Orlických horách     | 26 | 9  | 5 | 12 | 31 | 40 | 32 |
| 10.  | SK Petrovice nad Orlicí                | 26 | 8  | 7 | 11 | 30 | 39 | 31 |
| 11.  | FK Kostelec nad Orlicí „B“             | 26 | 6  | 8 | 12 | 30 | 48 | 26 |
| 12.  | TJ Sokol Černíkovice „B“               | 26 | 5  | 9 | 12 | 33 | 45 | 24 |
| 13.  | TJ Sokol Javornice                     | 26 | 6  | 3 | 17 | 33 | 57 | 21 |
| 14.  | TJ Sokol Slatina nad Zdobnicí          | 26 | 2  | 2 | 22 | 24 | 78 | 8  |

Poznámky:
- Z = Odehrané zápasy; V = Vítězství; R = Remízy; P = Prohry; VG = Vstřelené góly; OG = Obdržené góly; B = Body; (S) = Mužstvo sestoupivší z vyšší soutěže; (N) = Mužstvo postoupivší z nižší soutěže (nováček)

|  | Postup do I. B třídy Královéhradeckého kraje 2005/2006    |
|  | Sestup do III. třídy okresu Rychnov nad Kněžnou 2005/2006 |